# 1953年問題
1953年問題（せんきゅうひゃくごじゅうさんねんもんだい）とは、1953年（昭和28年）に公表された団体名義の独創性を有する映画の著作物について、その日本の著作権法に基づく著作権の保護期間が、2003年（平成15年）12月31日をもって終了しているか、あるいは2023年（令和5年）12月31日まで存続するかという、対立する二つの見解が存在した問題である。
1953年は『ローマの休日』や『シェーン』などの名作とされる映画が公開された年でもあること、これらの映画の著作権が2023年まで存続するという、行政府（文化庁）の行政府見解が司法府の判決によって覆されたこともあり、この問題がさらに注目されることとなった。2007年（平成19年）12月18日に最高裁判所は、1953年公表の団体名義の独創性を有する映画については2003年12月31日をもって保護期間が終了したと確定判決を出した。これにより、著作権を主張する原告側の見解が退けられ、この問題に対する決着がついた。

## 問題点の所在
2004年（平成16年）1月1日に施行された、著作権法の一部を改正する法律（平成15年（2003年）法律第85号、以下「改正法」という）により改正される前の著作権法54条1項（以下「旧法」という）は、映画の著作物の著作権は、公表後50年を経過するまで存続するものと定めていた。
しかし、改正法により改正された著作権法54条1項（以下「新法」という）では、映画の著作物の著作権は公表後70年を経過するまで存続する。そして、改正法附則2条は、経過規定として「この法律の施行の際現に改正前の著作権法による著作権が消滅している映画の著作物については、なお従前の例による」として、改正法の施行日である2004年（平成16年）1月1日の時点で、既に著作権が消滅している映画の著作物については、新法による保護期間の適用がないものと定めている。
なお、著作権法では著作権の保護期間の計算方法について、「期間の終期を計算するときは、……著作物が公表され若しくは創作された日のそれぞれ属する年の翌年から起算する」として、暦年主義を採用している（著作権法57条）。
このような法改正の経過を前提にした場合、1953年（昭和28年）に公表された、団体名義の独創性を有する映画の著作物の著作権は、日本国内において、いつ著作権が消滅することになるのか。
暦年主義により、保護期間は1954年（昭和29年）1月1日から起算するため（著作権法57条）、1953年（昭和28年）に公表された映画の著作物の著作権は、旧法によれば2003年（平成15年）12月31日をもって消滅する。では、このような著作物は、改正法附則2条にいう「この法律の施行の際現に改正前の著作権法による著作権が消滅している映画の著作物」に該当するのか否か。該当するとすれば、1953年（昭和28年）に公表された映画の著作物の著作権は2003年（平成15年）12月31日（公表後50年）をもって消滅したことになる。逆に、該当しないとすれば、著作権は2023年（令和5年）12月31日（公表後70年）まで存続することになる。この見解の対立が『1953年問題』と俗称されるものである。

## この問題の射程範囲
1953年（昭和28年）に公表された映画の著作権が日本国内において2003年（平成15年）12月31日をもって消滅するか否かという問題の射程範囲は、団体名義の独創性を有する映画の著作物に限られる。
1953年当時に施行されていた著作権法（明治32年（1899年）法律第39号）は、独創性を有する映画か否か、著作の名義が個人か団体か等によって、映画の著作物の著作権の存続期間を区別していた。そして、1971年1月1日に施行された現行の著作権法（昭和45年（1970年）法律第48号）によれば、同法の施行前に公表された著作物の著作権の存続期間は、旧著作権法による存続期間の方が長い場合は旧著作権法による存続期間による（附則7条）。
このため、例えば、個人名義の独創性ある映画の著作物が実名で1953年に公表され、著作者が公表後である1998年に死亡した場合を例にすると、現行著作権法の本則中の規定では、1953年の翌年から起算して50年又は70年（2003年12月31日まで又は2023年12月31日まで）著作権が存続するのに対し、旧著作権法では、1998年の翌年から起算して38年（2036年12月31日まで）存続する（旧著作権法22条の3、52条、3条1項）。そして、著作権法附則7条が適用される結果、存続期間は後者によることになる。そのため、2003年12月31日の経過により著作権が消滅するか否かという問題自体が生じない。

## 論点に対する見解
1953年に公表された団体名義の独創性を有する映画の著作物の著作権が2003年12月31日（公表後50年）をもって消滅したとする見解を「消滅説」、2023年12月31日（公表後70年）まで存続するとする見解を「存続説」とよぶこととして、それぞれの根拠を説明する。

### 消滅説（判例）
1953年に公表された団体名義の独創性を有する映画の著作物の著作権が、改正法施行時には既に消滅していたという見解は、2003年12月31日と2004年1月1日は「別の日」であるということを根拠とする。「別の日」であるとすると、2003年12月31日に著作権は消滅し、その翌日の改正法施行日である2004年1月1日には、既に著作権は消滅している。改正法附則2条に基づき、1953年公表の映画は日本国内においては著作権が消滅していることになるので、以後は著作権法による保護を受けないことになる。
期間計算に関する法令上の通常の扱いでは、2003年12月31日午後12時（24時）と2004年1月1日午前0時は、別時点であり別々の日と認識するし、一般的にも、別々の日と考えるのが自然な感覚である。
また、著作権法（新旧とも）54条1項および57条は、いずれも「年」によって保護期間を定めている。これは「年によって期間を定めた」（民法140条）ものであって、「時間によって期間を定めた」（同法139条）ものではない。そして「年」によって期間を定めた場合には、「その末日の終了をもって満了する」（同法141条）と定める。
したがって、保護期間の満了を把握する基本的な単位は、あくまでも「日」であって「時間」ではない。これは、著作権法の文言が、「別の日」説を採るべきことを示唆するものである。

### 存続説（司法判断で否定）
1953年に公表された団体名義の独創性を有する映画の著作物の著作権が、改正法施行時に現に存続していたという見解は、2003年12月31日午後12時と2004年1月1日午前0時は「同時点」であるということを根拠とする。「同時点」であるとすると、改正法施行時にも著作権は存続していることになる。したがって、改正法附則2条に基づき、著作権の保護期間は2023年12月31日まで延長されることになる。
文化庁著作権課の見解もこれに沿い、両時は「接着している」として、1953年に公表された映画には新法が適用されて、著作権の保護期間を公表後70年としていた。

## 司法判断
2006年、映画『ローマの休日』および『シェーン』（いずれも1953年に公開）を収録した格安DVDソフトを販売していた業者に対し、これらの映画の著作権者であると主張するパラマウント・ピクチャーズが、DVD販売の差止めを求める民事訴訟を提起したことから、司法判断によってこの問題に決着がつくこととなった。しかし、パラマウント側はあえて最高裁に対して許可抗告を行わなかった。

### 「ローマの休日」事件

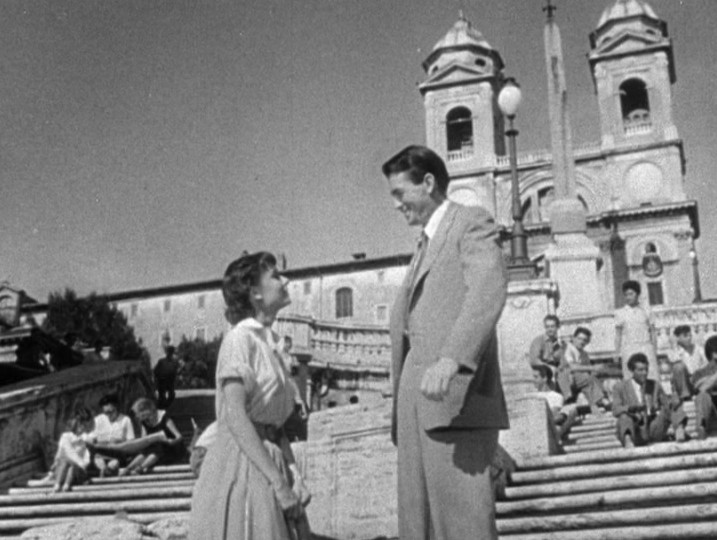
『ローマの休日』

2006年5月25日、アメリカ合衆国法人パラマウント・ピクチャーズ・コーポレーション（以下、パラマウント）が、『ローマの休日』（後日、『第十七捕虜収容所』を追加。）の格安DVDソフトを販売する株式会社ファーストトレーディングに対し、同ソフトの製造・販売の差止めを求めて、東京地方裁判所に仮処分を申し立てた。パラマウントは、警視庁に海賊版の取締りを求めて相談したが、警察から「海賊版かどうかは、司法判断がないと分からない」と回答されたため、仮処分を申し立てた。なお、この仮処分の申立を受けて、ファーストトレーディングは、同作の販売を中止した。
パラマウントの主張は、存続説に沿って「同時点」説に立つ。これに対して、ファーストトレーディングの主張は、消滅説に沿って「別の日」説に立つ。
同年7月11日、東京地方裁判所民事47部は、文理解釈によって「別の日」説を採り、パラマウントの申立を却下する決定を出した。文化庁の著作権法解釈が司法判断で否定されたことになる。
パラマウントは、東京高等裁判所に決定の取消を求めて即時抗告を行ったが、10月に同様の論点を巡って争われていた「シェーン」事件で敗訴（後述）したことを受けて「戦術の練り直し」を理由に『ローマの休日』については抗告を取り下げたため、東京地裁判決が確定判決となった。ファーストトレーディング側は販売の再開を慎重に検討していたが、12月までに同社とは別に株式会社コスミック出版が同作の格安DVDソフトを発売。ファーストトレーディングも翌2007年より販売を再開した。

### 「シェーン」事件

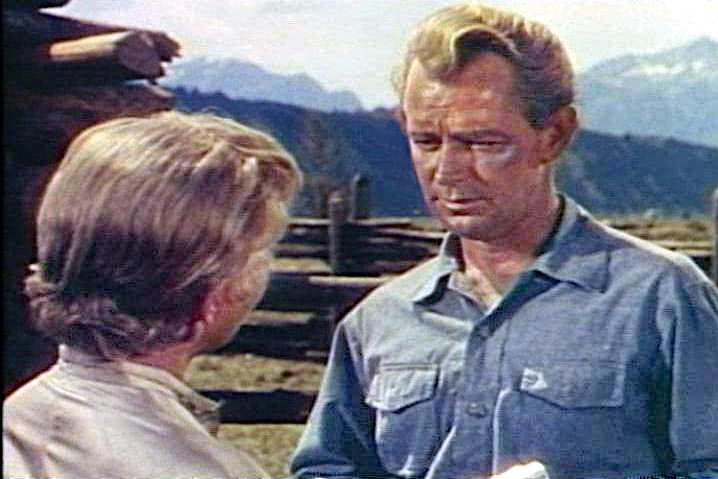
『シェーン』

『ローマの休日』と同様に1953年に公開された映画『シェーン』について、米パラマウント社および同作の日本国内での恒久的な独占的利用権（頒布権を含む）の譲渡を受けた株式会社東北新社が同作の格安DVDソフトを販売する株式会社ブレーントラストおよび有限会社オフィスワイケーの2社を相手取って製造・販売の差止めと損害賠償を求めて東京地方裁判所で争っていた裁判では、2006年10月6日に東京地裁民事29部がやはり民事47部の決定と同様の理由で原告パラマウント・東北新社の請求を棄却した。
判決では「2003年12月31日午後12時（24時）」と「2004年1月1日」は「別の日」であることを再度確認するとともに、立法経緯に関して、文化庁文化審議会著作権分科会における議論で、映画業界代表の委員から「日本映画の危機」がしきりに喧伝されていたが、他の委員からは反論が相次いだことから、国会への法案提出に際しては
| 「 | 他の先進諸国における映画の著作物の著作権の保護期間は一般に日本よりも長いという状況を踏まえて、映画の著作物の著作権の保護期間を延長して映画の著作物の保護を強化する | 」 |

ことが法案の目的であると説明され、原告が主張する
| 「 | - 日本映画の黄金期に公表された各作品の著作権の消滅を防ぐ - 昭和28年に公表された映画の著作権の消滅を防ぐ | 」 |

という理由は挙げられていなかったことを指摘したうえで、1953年公開の映画は本法の対象に含まれないとして『シェーン』は2003年12月31日をもって保護期間を満了したと判断した。
パラマウント・東北新社はこの判決を不服として東京高等裁判所に控訴したが、2007年3月29日に知的財産高等裁判所は、一審・東京地裁判決を支持し、パラマウントの控訴を棄却した。同年12月18日の最高裁判所における上告審判決も、一審・二審判決を支持するものであり、これにより、パラマウントの全面敗訴が確定判決となった。

## 立法の趣旨と論点との関係
文化庁官僚の作花文雄は、

著作権法改正法附則2条は「経過規定」であり、その立法趣旨は、既に著作権の保護期間が満了している「著作物の著作権を復活させない」ことにある。
2003年12月31日午後12時と2004年1月1日午前0時とを「同時点」とするのも、本来は施行時点の直前までに著作権が消滅していない著作物に、新たに保護期間が付与されることを説明するためであり、1970年の現行著作権法制定時にも、同種の説明により保護期間の延長がなされていた。
すなわち、立法趣旨に基づけば、1953年に公表された映画の著作物は、改正規定が施行された2004年1月1日午前0時の直前まで保護されていたことにより、引き続き保護されるのであり、「別の日」か「同時点」であるかは、本来無関係の筈であった。
にも関わらず、「別の日」か「同時点」かが裁判の争点となったのは、文化庁が著作権法改正法附則2条に「同時点」による「文理解釈を示したこと」により『解釈の余地が生まれたためであった』

と主張している。

### 法令
- 著作権法の一部を改正する法律（平成15年（2003年）法律第85号）

### 判決・決定文
- 東京地方裁判所決定平成18年（2006年）7月11日 (PDF) （ローマの休日事件）
- 東京地方裁判所判決平成18年（2006年）10月6日 (PDF) （シェーン事件第一審）
- 知的財産高等裁判所判決平成19年（2007年）3月29日 (PDF) （シェーン事件控訴審）
- 最高裁判例データベース
  - 最高裁判所第三小法廷判決平成19年（2007年）12月18日 (PDF) （シェーン事件上告審・確定判決）

### 文化庁
- 著作権テキスト 〜 初めて学ぶ人のために 〜 (PDF)  - 文化庁長官官房著作権課
平成18年（2006年）度版までは、同テキストの28ページ「（参考）著作権の存続している我が国の著作物」に、「映画の著作物」のうち「独創性のあるもの（劇場用映画など）」であって、「昭和28年（1953年）以降に公表された著作物」と記されていたが、平成19年（2007年）度版以降は、最高裁でのシェーン事件判決に関する記述が追加されている。
- 著作権法施行令の改正に関するパブリックコメント（意見提出手続）の実施について - 文化庁長官官房著作権課、2004年9月30日
- 著作権法改正要望事項に対する意見募集について - 文化庁長官官房著作権課、2004年10月8日

### その他
- 横山久芳 「著作権の保護期間に関する考察─「ローマの休日」東京地裁仮処分決定に接して」 『NBL』2006年11月1日号（通巻844号）、商事法務
- 作花文雄 『著作権法 制度と政策』、第3版、発明協会、2008年 ISBN 978-4-8271-0890-3